# Masques mexicains

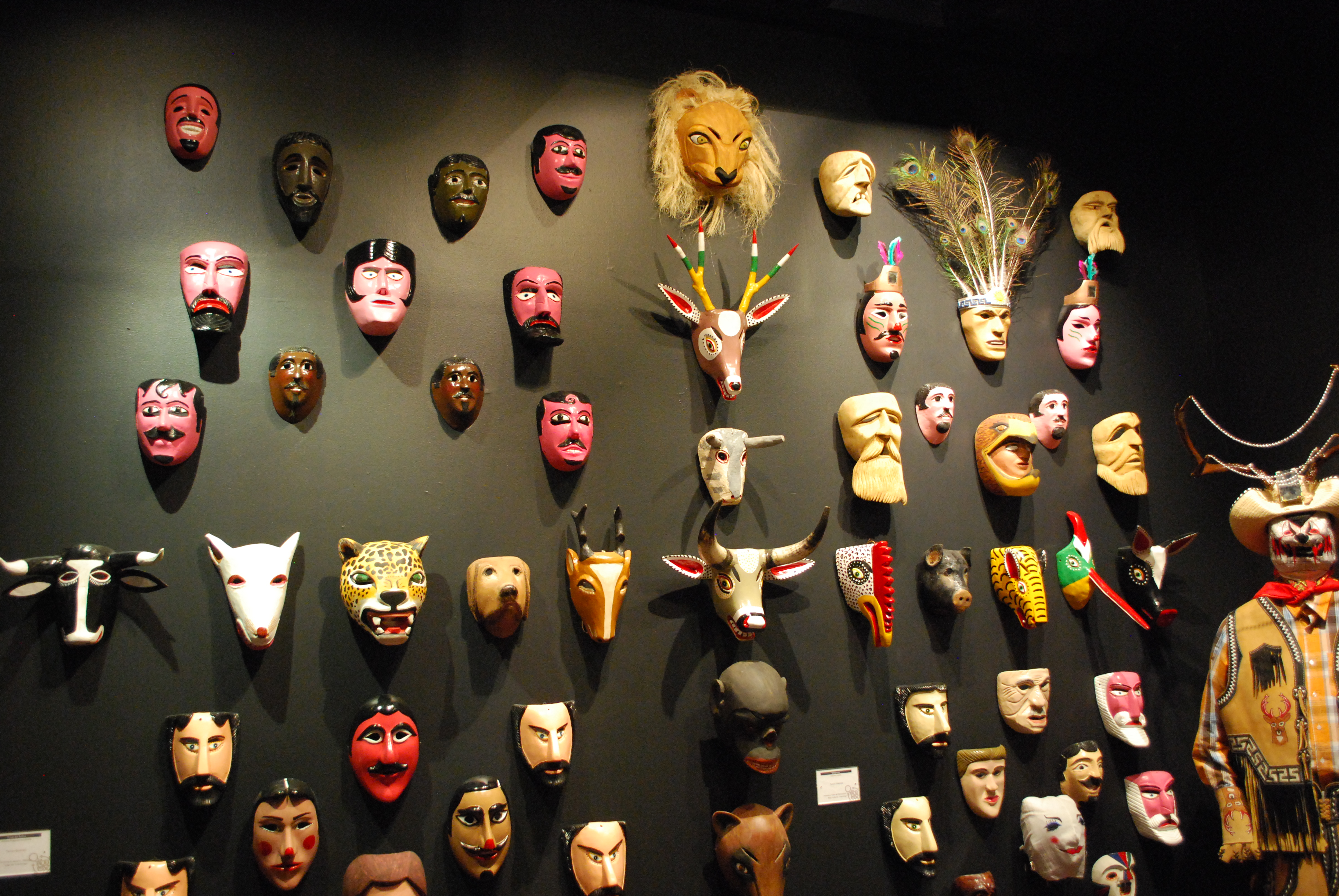
Masques exposés au Musée d'art populaire de Mexico.

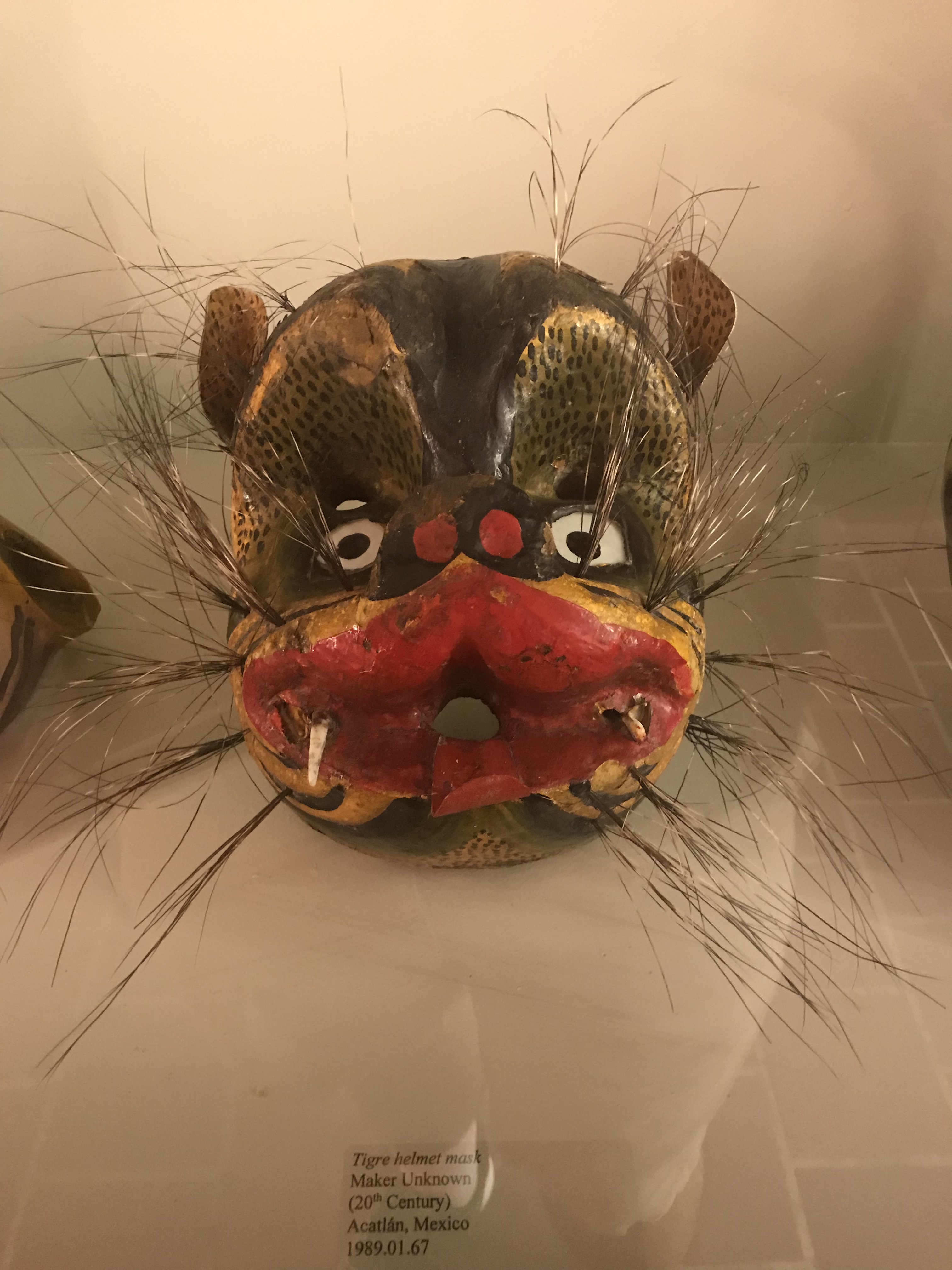
Masque de casque de tigre (XXe siècle) au musée Yager du collège Hartwick

L'art du masque mexicain se réfère à la fabrication et à l'utilisation de masques pour diverses danses et cérémonies traditionnelles au Mexique. Les preuves de fabrication de masques dans le pays s'étendent sur des milliers d'années et constituent une partie bien établie de la vie rituelle au Mexique lorsque les Espagnols sont arrivés. Au début de la période coloniale, les évangélistes profitent des coutumes autochtones de la danse et du masque pour enseigner la religion catholique, bien que les autorités coloniales tentent plus tard de les interdire sans succès. Après l'indépendance, les traditions du masque et de la danse montrent un syncrétisme et elles continuent à évoluer pour prendre de nouvelles formes, illustrant l'histoire du Mexique et de nouvelles formes de culture populaire telles que la lucha libre. La plupart des masques traditionnels sont en bois, d'autres en cuir, en cire, en carton, en papier mâché et en d'autres matériaux. Les représentations communes dans les masques incluent des Européens (Espagnols, Français, propriétaires d'hacienda, etc..), des afro-mexicains, des hommes et des femmes âgés, des animaux et le fantastique et le surnaturel, en particulier les démons et le diable.

## Histoire

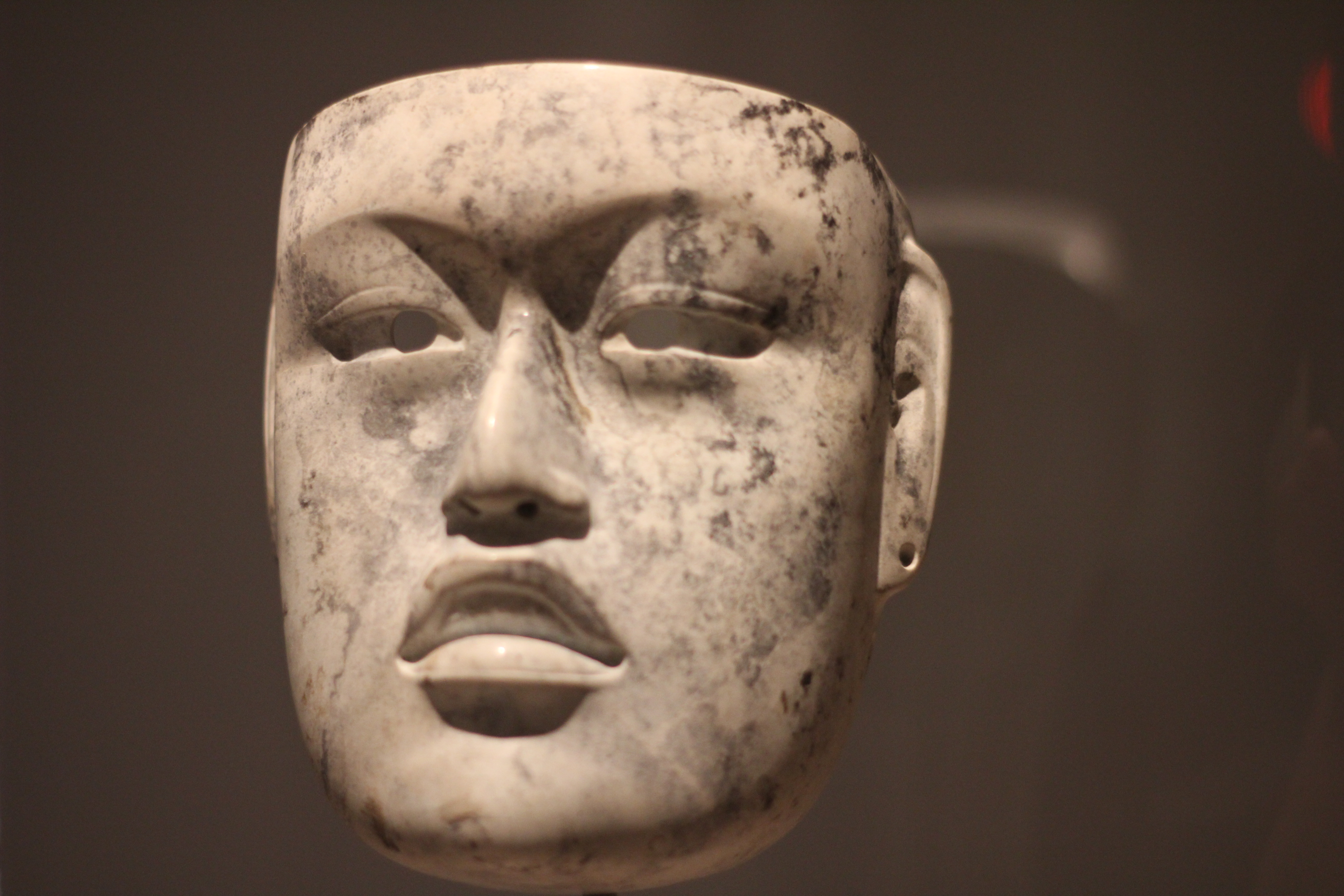
Masque olmèque de Veracruz au Dallas Museum of Art.

L’utilisation de masques et de costumes est une partie importante de la culture mésoaméricaine bien avant l’arrivée des Espagnols. Des preuves de masques en os datant de plusieurs milliers d'années ont été découvertes à Tequixquiac, dans l'État de Mexico. Ils ont divers usages, mais toujours en rapport avec les cérémonies et les rituels, en particulier dans la danse théâtrale et les processions. Les grands prêtres utilisent les masques pour incarner des divinités,. Des guerriers jaguar et d'aigle s'habillent comme ces animaux afin de gagner leurs forces,. Les masques funéraires sont réservés aux sépultures de l'élite même, comme celle du roi Pakal, et constituent des œuvres d'art faites de jade, de coquillage, d'obsidienne, d'hématite et d'autres matériaux précieux de l'époque. Des masques utilisés dans les représentations théâtrales et les danses varient considérablement par rapport aux animaux du monde mésoaméricain, à ceux des hommes et des femmes âgés, en général pour un effet comique et à ceux conçus pour se moquer des groupes ethniques voisins. Certains des anciens masques en pierre ou en argile cuite ont survécu jusqu'à nos jours. Cependant, la plupart sont en matériaux dégradables tels que le bois, le papier d'amate, le tissu et les plumes. La connaissance de ces types de masque provient des codex, des représentations sur sculptures et des écrits de l'Espagnol conquérant,. Des indications existent également avec la survie de nombreuses danses de la période préhispanique telles que Tecuanes, Tigres et Tlacololeros.

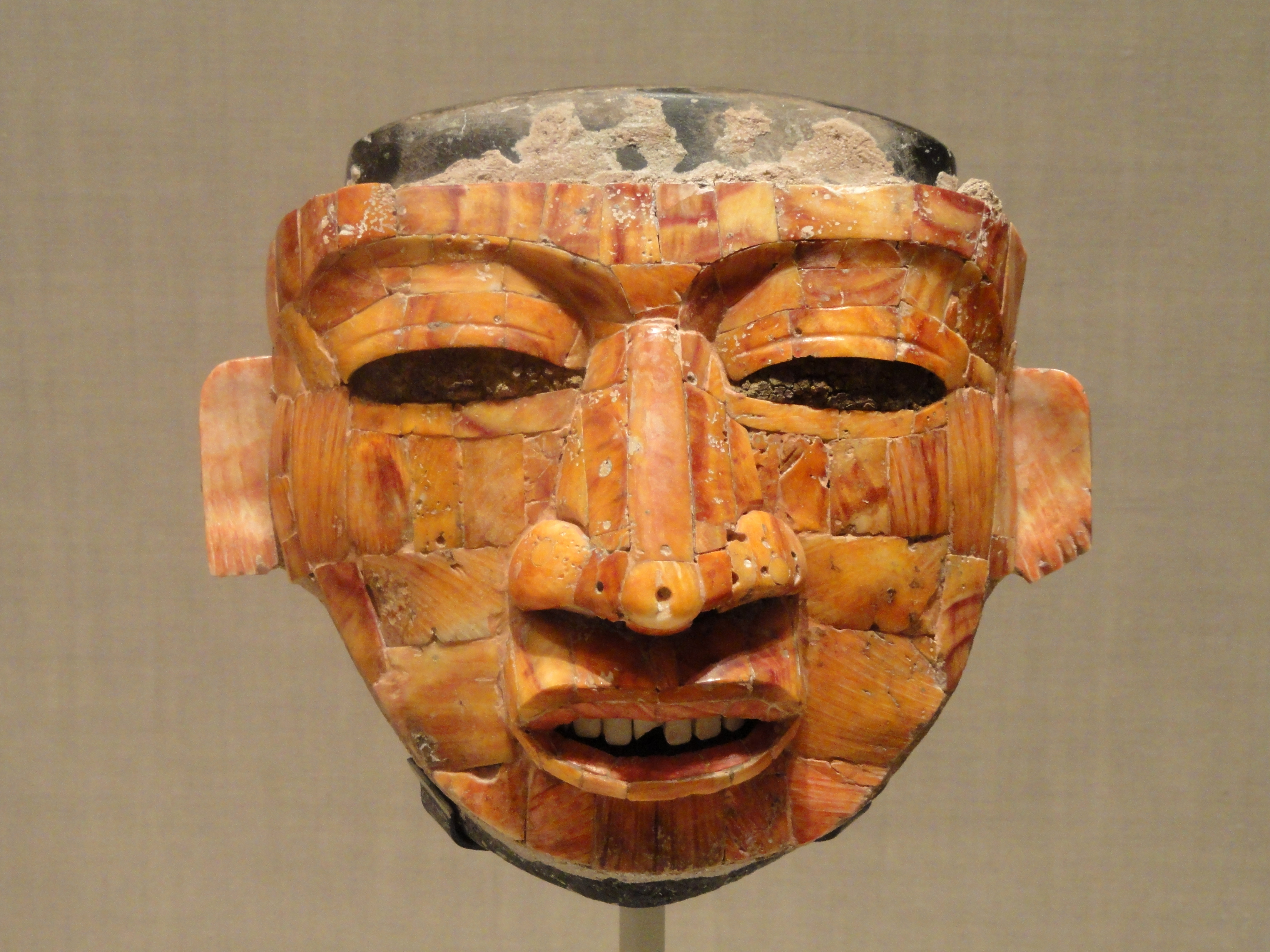
Masque de Teotihuacan à l'Art Institute of Chicago.

Après la conquête de l'empire aztèque, un certain nombre d'historiens espagnols notent des rituels et des cérémonies religieuses autochtones, y compris ceux utilisant des masques. Les Espagnols interdisent la religion pré-hispanique, mais les évangélisateurs utilisent la propension des cultures au masque et au spectacle pour propager la nouvelle foi, à travers des pièces de théâtre et de la danse,,, De nouvelles danses évoluent à partir des pièces de mystère et des drames allégoriques utilisés par les évangélistes. L'un des plus importants était un spectacle qui reconstituait les combats entre chrétiens et maures, qui utilisent des masques pour imiter les maures. Cette danse est rapidement adoptée par les autochtones et exécutée dans leurs langues. D'autres danses masquées se développent en relation avec la semaine sainte, le jour des morts et la conquête du Mexique, ainsi que le carnaval, un festival européen introduit par les Espagnols,. Les masques de personnages tels que Hernán Cortés, La Malinche, des bergers, des diables, des rois se développent et se diversifient. On sait peu de choses sur les masques de l'ère coloniale, mais au moins certains proviennent des mêmes ateliers qui produisent des images de saints, comportant des représentations sophistiquées et réalistes de visages. D'autres sont probablement confectionnés par ceux qui vendent ou louent des costumes à des interprètes. Certains sont peut-être réalisés par les danseurs eux-mêmes. Les danses en développement et autres événements masqués sont intégrés au syncrétisme des traditions et des croyances catholiques et autochtones, notamment du carnaval et de la Semaine sainte, le premier coïncidant avec le Nouvel An aztèque (en) et le nouveau cycle agricole. En outre, de nombreux masques développés au cours de cette période se moquent des seigneurs coloniaux. Pour ces raisons, à diverses époques, masques et danses sont interdits par les autorités du XVIe au XVIIIe siècle,.
Malgré ces interdictions, les célébrations masquées survivent jusqu'à l'indépendance, lorsque les lois de l'Inquisition mexicaine sont complètement abrogées. Il reste un certain nombre de pratiques indigènes superposées aux traditions catholiques et européennes,. Alors que les masques indigènes traditionnels fabriqués à la main ne sont pas tenus en haute estime, dans les villes mexicaines du XIXe siècle, l'achat de masques et de costumes dans les magasins continue, en particulier pour le carnaval.
Après la révolution mexicaine, un certain nombre d'aspects de la vie traditionnelle mexicaine sont réévalués, notamment l'artisanat traditionnel et rural. Aujourd'hui, les festivals et danses masqués sont plus fréquents dans les régions du pays où se concentrent de nombreux peuples autochtones. Des masques sophistiqués fabriqués par des artisans peuvent toujours être trouvés dans les États de Tlaxcala, Puebla, Oaxaca, Chiapas et Michoacán, mais dans la plupart des régions, les masques sont fabriqués par des artisans de moindre importance. L'histoire et les coutumes passées subsistent dans les danses traditionnelles. Ceux-ci incluent la conquête, l'indépendance et la bataille de Puebla, en utilisant des personnages masqués.

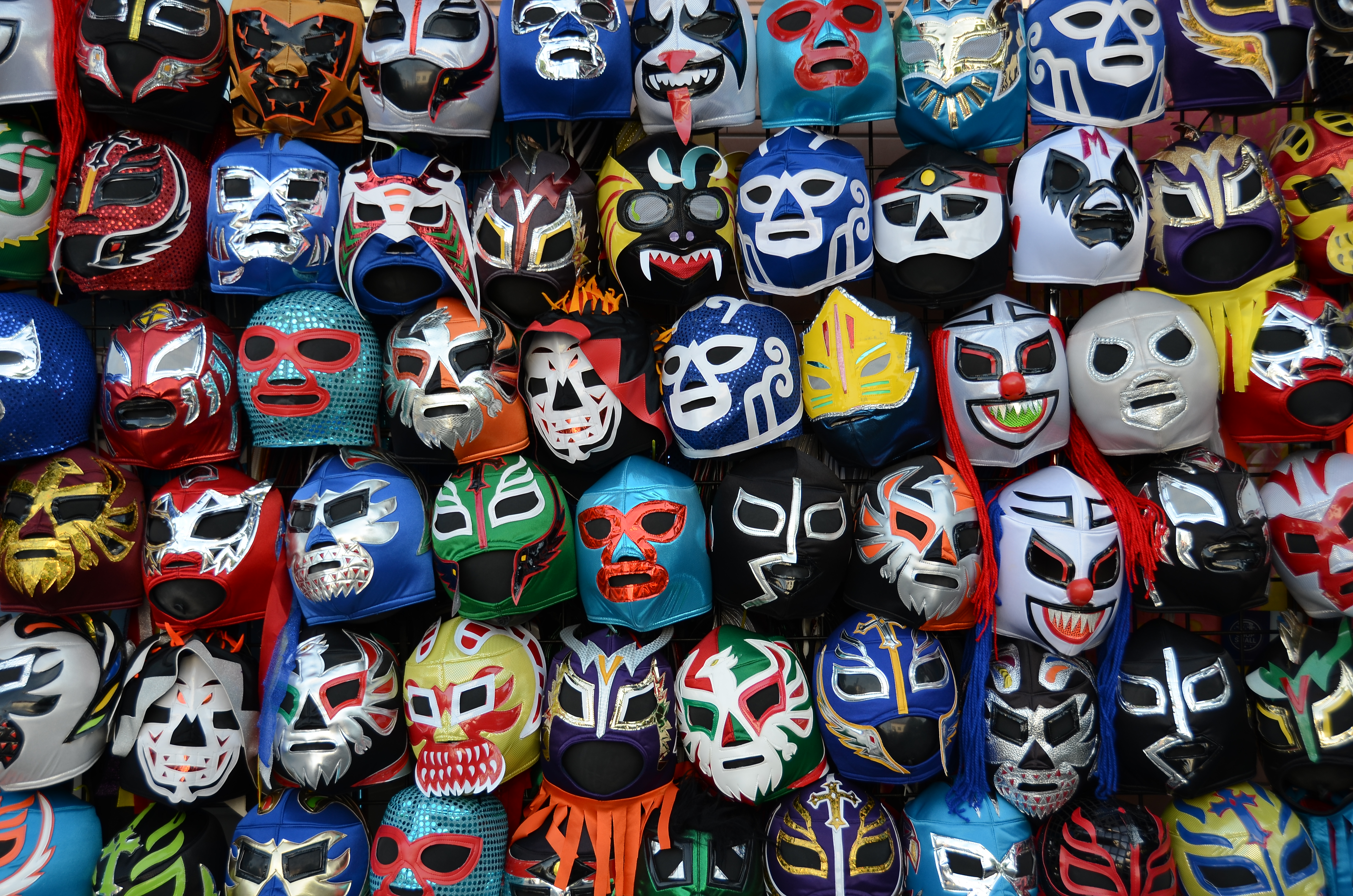
Masques de Lucha libre.

Aujourd'hui, la plupart des masques sont utilisés pour des célébrations et des rituels, bien que des images modernes et de nouvelles variations soient entrées dans la culture populaire moderne. Les masques traditionnels sont sculptés avec des images de personnages tels que Pedro Infante et Cantinflas. L’influence d’Halloween aux États-Unis entraîne l’apparition de masques fabriqués commercialement pour les moments autour du Jour des morts. Des personnages masqués apparaissent dans les bandes dessinées, la télévision et des films tels que Chapulín Colorado et Karmatron (en). Cependant, les masques les plus utilisés dans la culture populaire mexicaine sont ceux associés à la lucha libre ou à la lutte professionnelle. Ici, le masque est un symbole de l'identité professionnelle du lutteur. Ils sont faits de tissu et enveloppent la tête ainsi que le visage avec des renforts en plastique autour des yeux et de la bouche. Les dessins sont propres au lutteur et ils se battent pour défendre cette identité. Un certain nombre de ces masques sont transmis de père en fils, tels que ceux d'El Santo, de Blue Demon, de Los Hermanos Dinamita (en), de Tinieblas (en) et de Dos Caras (en). Dans le cas d'un combat appelé « lucha de apuestos », le perdant perd son masque et son vrai visage est révélé. Après cela, le masque ne pourra plus jamais être utilisé.

## Utilisation de masques

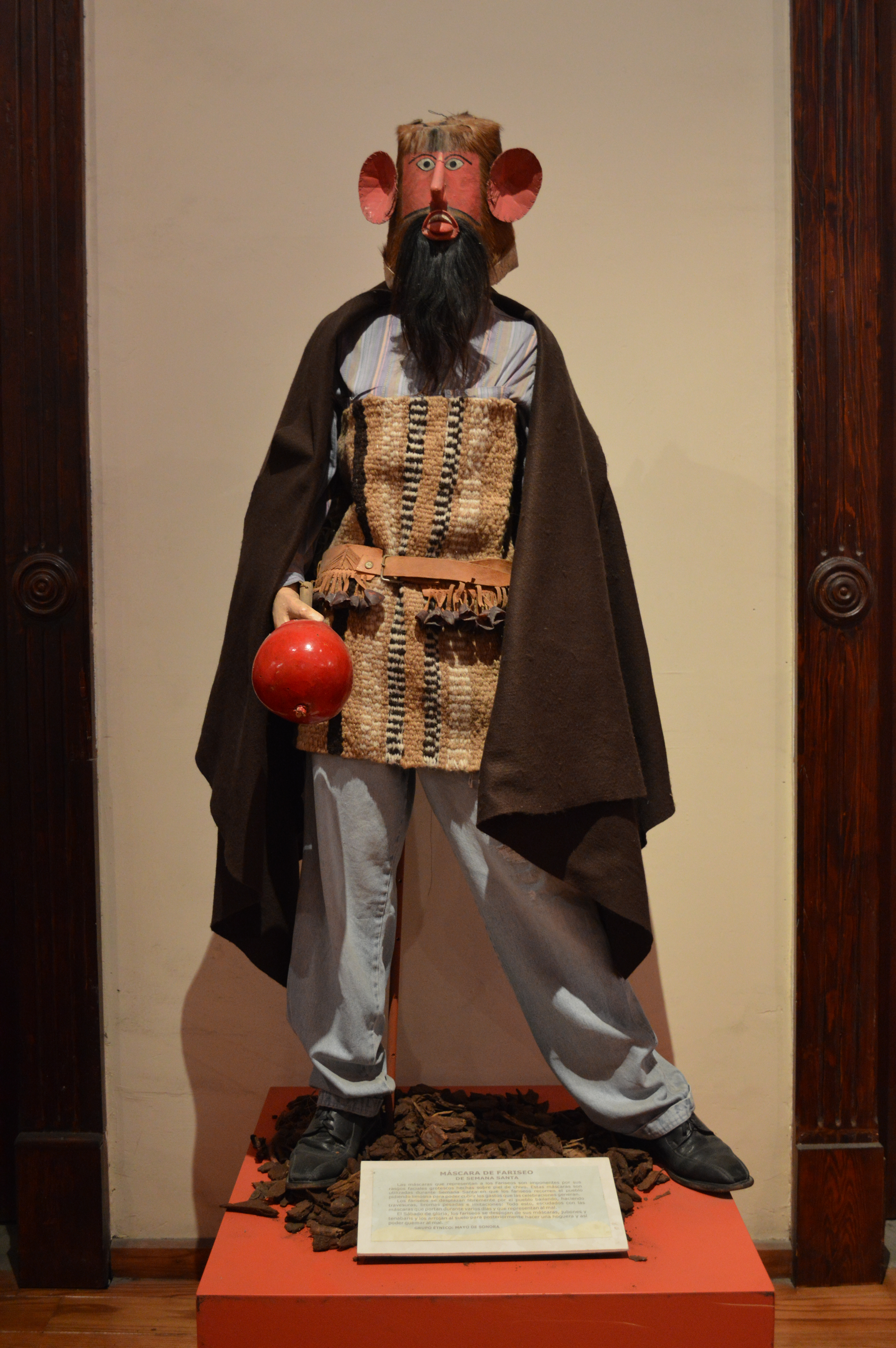
Représentation d'une danseuse fareséo de l'ethnie mayo à Sonora, au Museo Nacional de la Máscara.

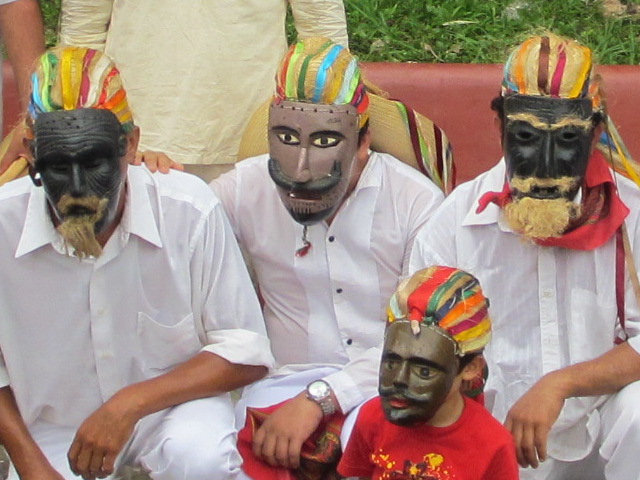
Danseuses masquées pour le Caballito Blanco à, dans l'état de Tabasco.

Les masques mexicains sont utilisés dans une grande variété de danses, cérémonies, festivals et théâtres, et leur port n'est pas distinct de l'événement dans lequel ils sont utilisés,. Les utilisations les plus courantes sont les danses traditionnelles, qui sont une forme de théâtre, avec des personnages, une intrigue et de la musique, mais les interprètes ne sont pas des professionnels,. Le but des masques est de convertir les participants en d'autres êtres ou personnages. Cet élément est si important dans de nombreux événements que, si un danseur n’utilise pas de masque, il porte souvent des lunettes noires pour indiquer qu’il n’est pas son moi normal. Un double sentiment de masquage consiste à utiliser des lunettes noires sur un masque. À quelques exceptions près, les danses sont exécutées par des hommes, qui jouent des rôles féminins avec des masques. La raison en est qu’il n’est pas jugé approprié que les femmes d’Europe agissent ou dansent, interdiction introduite au Mexique par les Espagnols. Un personnage important de ce type est La Malinche, dans les danses sur la Conquête.
Les événements masqués vont de petites parties de ranchs, tribus et quartiers aux grandes villes pour les événements majeurs du calendrier catholique tels que Noël, le Carnaval, la Semaine Sainte, la Fête de la Croix, Corpus Christi, le Jour des Morts et les fêtes des grands saints. Les masques sont plus largement utilisés pour le carnaval, la semaine sainte et le jour des morts et sont portés dans le cadre d'un costume élaboré,. Ceux pour le carnaval sont très variés et comprennent des vieillards, des agriculteurs, des afro-mexicains, la mort et divers animaux. À noter parmi les célébrations du carnaval, des défilés de « tigres » à Oaxaca, Chiapas et Tabasco, des représentations de la vie de villages coloniaux dans l'État de Mexico et une reconstitution de la bataille de Puebla à Huejotzingo dans l'état de Puebla. Un autre type de masque populaire à cette époque est celui qui ridiculise les riches et les puissants du Mexique colonial, comme avec la danse des Chinelos à Tlayacapan (en), au Morelos. Certains des mascarades tels que « Viejos y diablos » sont humoristiques et ont une connotation sexuelle. Un grand nombre de ces danses sont également liées à la saison des pluies à venir, au cours de laquelle la majeure partie de la production agricole est produite, avec des appels à la pluie et à l'utilisation de maïs. Il y a des groupes de « persécuteurs » de Jésus appelés « judios » (juifs), « fareséos (pharisiens), « romanos » (romains) ou « chapokobam »,. Un exemple d'utilisation du masque pour le Jour des morts est celui des Huastecs, qui décrivent leurs ancêtres de cette manière pour l'occasion.
Les masques traditionnels sont la possession prisée du danseur. La plupart des danseurs essaient de garder leur masque à l'état neuf et emportent des masques pour les nettoyer et les repeindre. Dans un certain nombre de communautés, telles que les Chontals (es) de Tabasco, les masques sont généralement conservés dans l'église locale lorsqu'ils ne sont pas utilisés. À l'autre extrémité du spectre, le masquage, le port et la destruction d'un masque font partie des rituels de la Semaine sainte chez les Cora, les Yaqui et les Mayo. Les Cora détruisent leurs masques en papier mâché en les immergeant dans une rivière locale tandis que les Yaqui et Mayo les brûlent. Dans les deux cas, c'est un acte de purification,,.

## Fabrication de masques

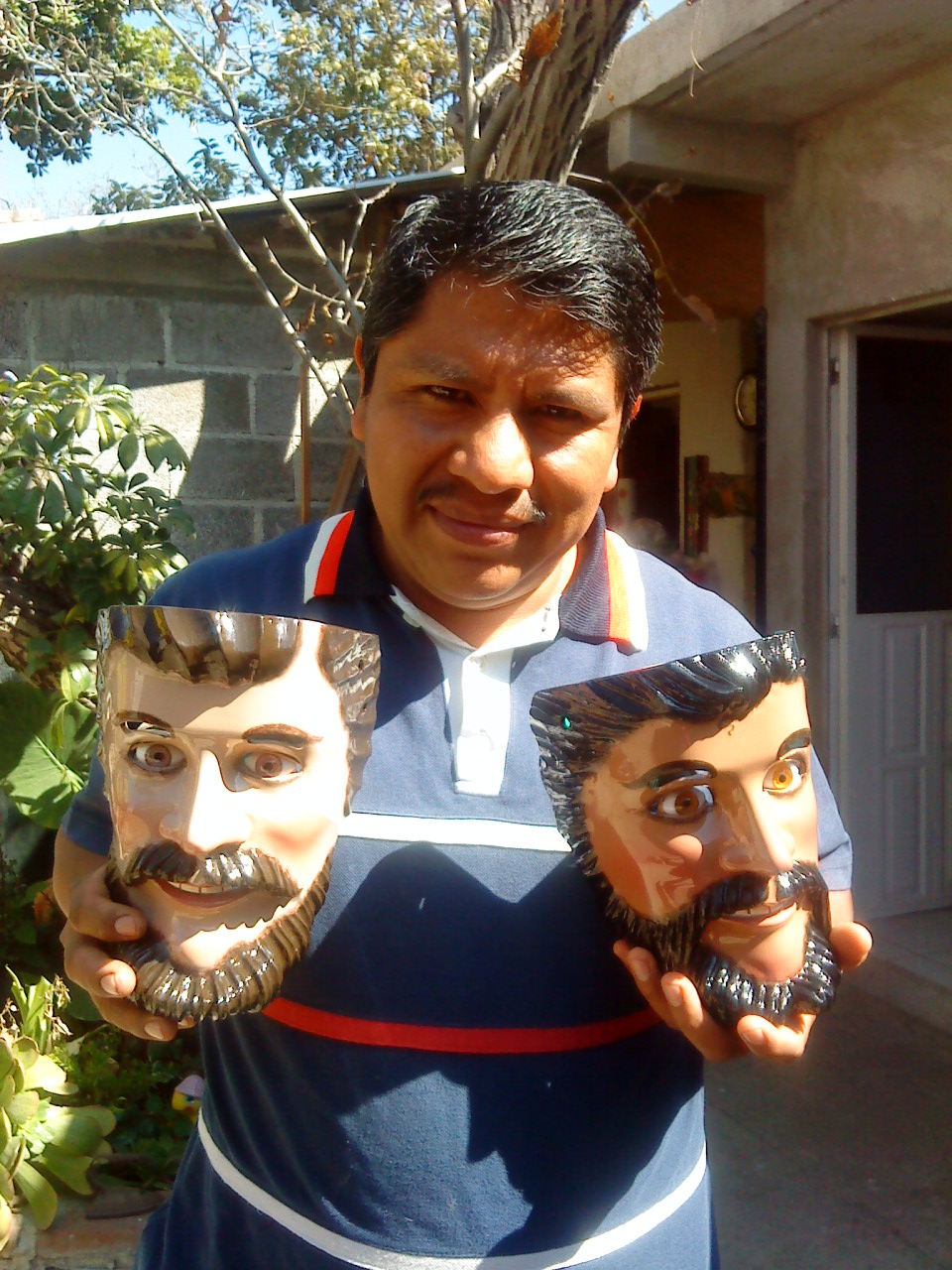
Un artisan de Tlaxcala avec des masques pour le carnaval.

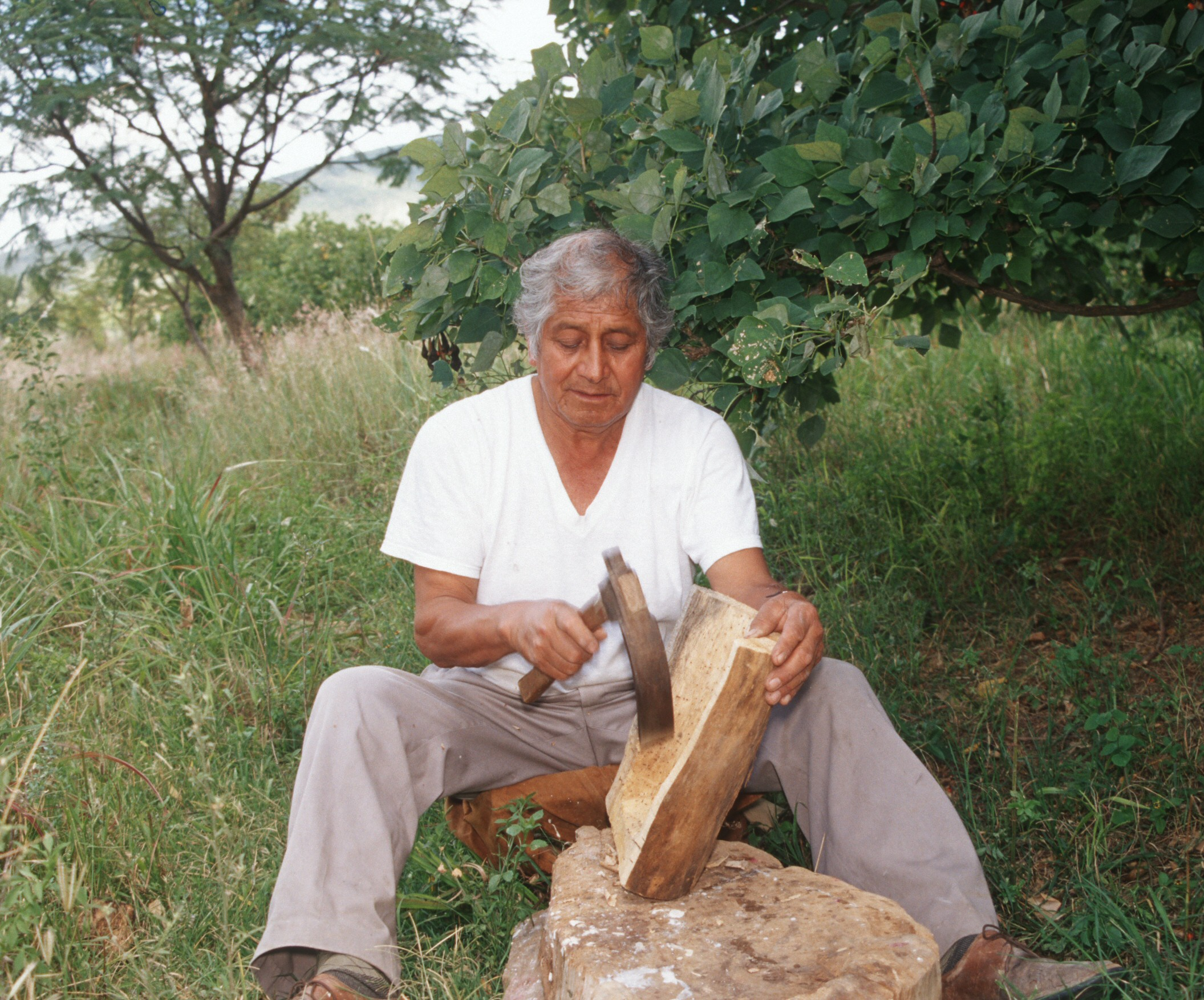
Le sculpteur Isidoro Cruz Hernández d'Oaxaca travaille sur un masque.

Les masques traditionnels sont encore fabriqués à la main. La plupart des communautés traditionnelles ont une personne spécialisée dans le métier. Cette personne est presque toujours un homme qui a appris le métier de son père, à l'exception parfois d'une veuve qui continue le métier de son mari,. Certains fabricants de masques se spécialisent dans ceux d'une danse particulière. Les fabricants de masques sont respectés car ils ont besoin de connaître la signification de chaque danse pour créer les masques appropriés. La plupart exercent d'autres activités telles que boulanger, ouvrier de la cire, ouvrier d'usine ou charpentier. Un certain nombre d'entre eux sont également des fabricants d'images religieuses appelées « santeros ». Ces artisans ont tendance à fabriquer des masques dotés de traits fins et de finitions imitant la peau humaine. La production s'adresse presque exclusivement aux danseurs, bien qu'ils soient également destinés aux collectionneurs et les plus fantastiques au marché touristique, notamment au Guerrero. Il peut être difficile de distinguer ces masques de ceux plus « authentiques » pour les danses. Dans quelques communautés, il existe une demande suffisante pour avoir des fabricants de masques à plein temps, où des centaines sont portés pour les grandes fêtes. L'un d'entre eux est Tlaxcala, car presque tous les danseurs sont masqués. Beaucoup d'entre eux sont fabriqués dans la ville d'Apetatitlán de Antonio Carvajal (en) par la famille Carlos Reyes Acoltzi et la famille Mendez de la ville de Tlaxcala. Chiapa de Corzo est une autre région où la demande de masques est forte. La danse des parachicos est interprétée pour la fête de Saint Sébastien par des milliers de danseurs. Le fabricant de masques le plus connu de ce type est Antonio López, qui enseigne également le métier aux jeunes. Il existe encore des cas où les danseurs fabriquent leur propre masque, tels que le Cora à Nayarit et le Mayo et le Yaqui au Sinaloa et à Sonora. Ils ne sont généralement pas en bois,. Dans la communauté Cora, les danseurs sont obligés de confectionner leurs propres masques en papier mâché, dans le cadre des rituels de la Semaine Sainte, peints en blanc et reliés avec un tissu. Le mercredi saint, il se porte de cette façon. Le jeudi saint, des lignes noires sont ajoutées et teintées le vendredi saint.
Les masques traditionnels sont le plus souvent sculptés dans le bois, avec différents types utilisés. La récolte de ce bois relève souvent de certaines coutumes liées au moment et à la manière dont les arbres peuvent être coupés. Le bois traditionnel le plus commun est le « zompantle », également appelé « palo bofo » ou « colorín » (Erythrina coralloides), une plante de la famille des légumineuses qui produit un bois blanc tendre souvent utilisé pour des objets plus artistiques et qui est associé à un rituel depuis l'époque pré-hispanique. Il n'est jamais utilisé pour des objets utilitaires. Le bois de cèdre rouge et l'ayacahuite (Pinus ayacahuite) sont deux autres essences de bois communes, toutes deux favorisées pour leur capacité à résister à l'infestation par des insectes. Les masques de cèdre rouge se trouvent le plus souvent dans la Sierra de Puebla, la région de Papantla, Chiapa de Corzo et parmi les zoques du Chiapas. Le bois de peuplier est couramment utilisé car il peut être travaillé finement et ne se brise pas. On trouve le plus souvent des masques de ce bois pour les danses de pascola des Mayos et des Yaquis. Les bois les plus durs utilisés pour les masques sont le mesquite et l’avocat. On trouve des masques de mezquite à Hidalgo, à Zacatecas et dans le nord-ouest du pays, et des masques en bois d'avocat dans l'État de Mexico. Le bois de copal est principalement utilisé à Michoacán et à Oaxaca, mais se trouve également à Sonora et dans d’autres États.

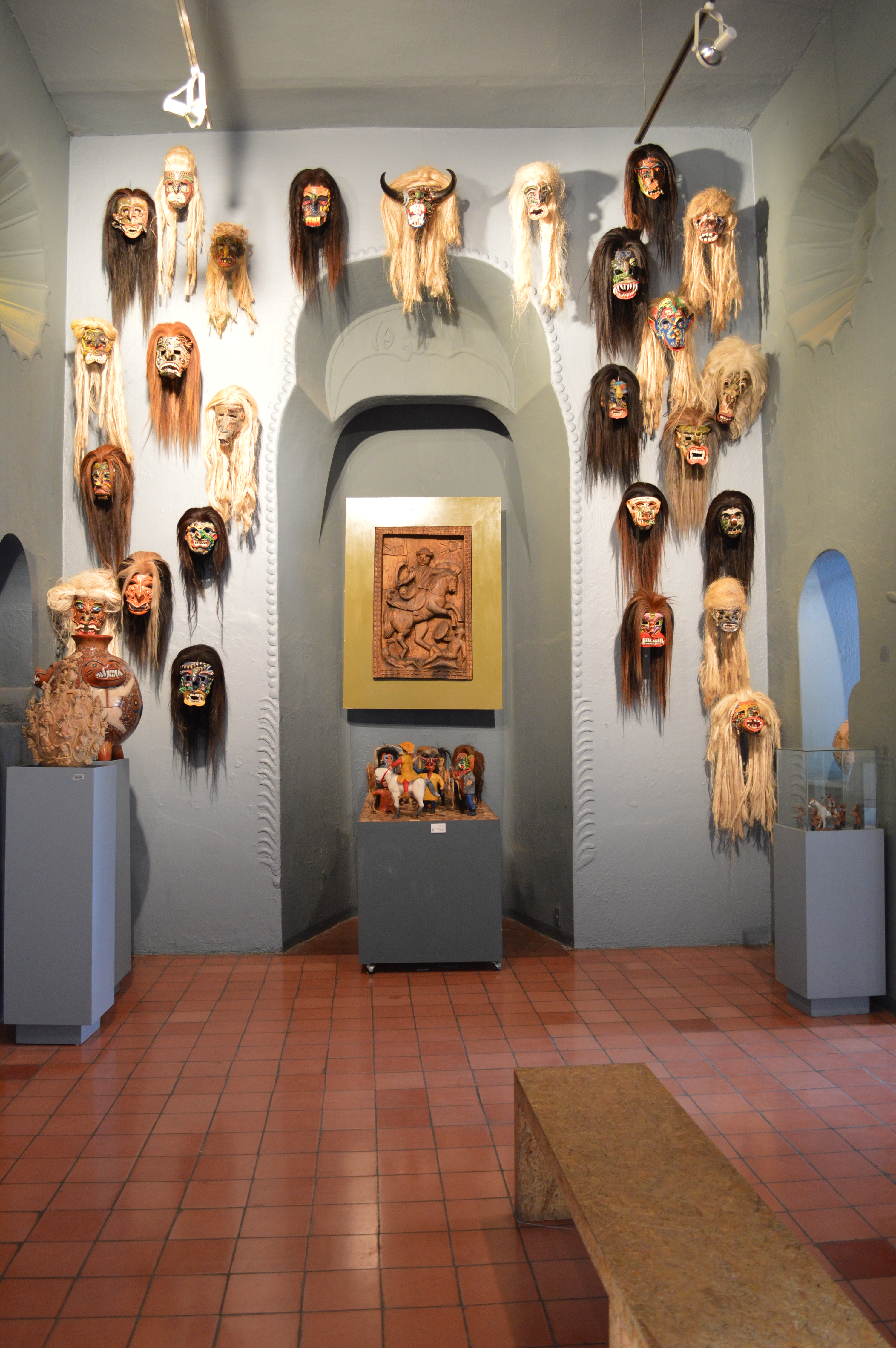
Masques en céramique au Musée national de la céramique à Tonalá dans l'état de Jalisco.

Les autres matériaux utilisés pour les masques comprennent la cire, l'argile cuite, le cuir, le tissu, les treillis métalliques, la tôle, les pneus, le carton et le papier mâché,. Les masques de cire sont fabriqués dans la région de Mexico, il correspond parfaitement au visage du porteur pour une apparence très réaliste. La cire de Villa de Zaachila (en), les communautés de San Bartolo Coyotepec et Zapotec, situées près de la ville d’Oaxaca, sont d’autres territoires d’utilisation de la cire. Ces masques sont fabriqués en moulant la cire sur le visage de l'utilisateur. Les outils utilisés par les fabricants de masques en bois comprennent les machettes, les couteaux et les lames, souvent fabriqués par l’artisan lui-même. D'autres outils peuvent inclure des ciseaux, des pinces et plus avec du papier de verre ou de la pierre ponce pour le lissage. Parfois, les masques sont recouverts de plâtre pour obtenir une finition lisse. De la laque est utilisée sur des masques dans des endroits à Michoacán et à Guerrero, où la technique est également appliquée à un certain nombre d'autres objets.
Une fois les masques formés, ils sont peints et décorés. Les traits du visage peuvent être coupés ou peints sur le masque. La plupart sont d'abord peints avec une couche de blanc additionnée de couleurs. Traditionnellement, la peinture décorative est de l’huile et de l’émail, mais beaucoup optent pour l’acrylique et d’autres peintures commerciales,. Bien que des détails tels que la barbe, les moustaches et les sourcils puissent être peints ou sculptés sur le masque, des versions plus réalistes ajoutent des Istle, du coton, des poils d’animaux (comme des chevaux ou des moutons) et même des cheveux humains, à côté d'autres matériaux. Les yeux peuvent être imités sur le masque en utilisant des billes, du mica, du verre plat ou bombé (peint derrière) ou des yeux de verre. De nombreux masques de tigre placent des miroirs pour les yeux,. Les dents peuvent être ajoutées à l’aide de dents réelles d'animaux ou d’êtres humains, ainsi que de métaux, d’épines de cactus, de maïs ou de roseaux. Si le masque a une langue, il est souvent en cuir ou en étain. Les cornes sur les masques de diable sont généralement fabriquées à partir celles de vaches, de chèvres ou de cerfs. Les masques finis reçoivent souvent une décoration supplémentaire avec des rubans, des accents d'or, des cloches, des paillettes et plus encore. Souvent, ces ajouts de décoration sont effectués par les danseurs eux-mêmes pour les personnaliser, en particulier l'ajout de barbes et de crocs. Dans la ville de Teloloapan, dans l'État de Guerrero, le gouvernement local organise un concours pour la meilleure décoration de masques de diable

## Types de masques
Les masques au Mexique varient énormément, avec des masques pour les mêmes danses, changeant de village en village. Ce masque représente des êtres humains, notamment des personnages célèbres, des animaux, des êtres surnaturels, des concepts abstraits, des extraterrestres et des créatures fantastiques. Certains masques combinent des éléments de différentes catégories,,.
Les masques vont du brut aux plus détaillés pour donner l’impression de vrais visages. La plupart des masques sont ajustés au visage humain, les danseurs observant à travers des fentes juste au-dessus des yeux peints. Les plus petits masques mesurent entre dix et quinze centimètres de large, le reste du visage, bouche comprise, est recouvert d'un tissu. D'autres masques sont beaucoup plus grands que le visage, le porteur regardant par la bouche du masque,. Certains masques ont des parties mobiles telles que les lèvres, la langue et les paupières pour les rendre plus animés,.
Les masques ont dépeint les trois races de l'histoire mexicaine, indigène, européenne et africaine. On trouve parfois des masques présentant des traits asiatiques le long de la côte du Pacifique, où se sont établis des immigrants de Chine et des Philippines. La majorité des masques mexicains représentent des visages masculins, en particulier ceux du carnaval, de la semaine sainte, du jour des morts et des fêtes de saints locales. Beaucoup de masques humains sont réalistes et reproduisent fidèlement divers types de visage. D'autres sont tellement stylisés que les figures faciales ne sont que suggérées. Les expressions varient en fonction du personnage représenté.

### Matériaux

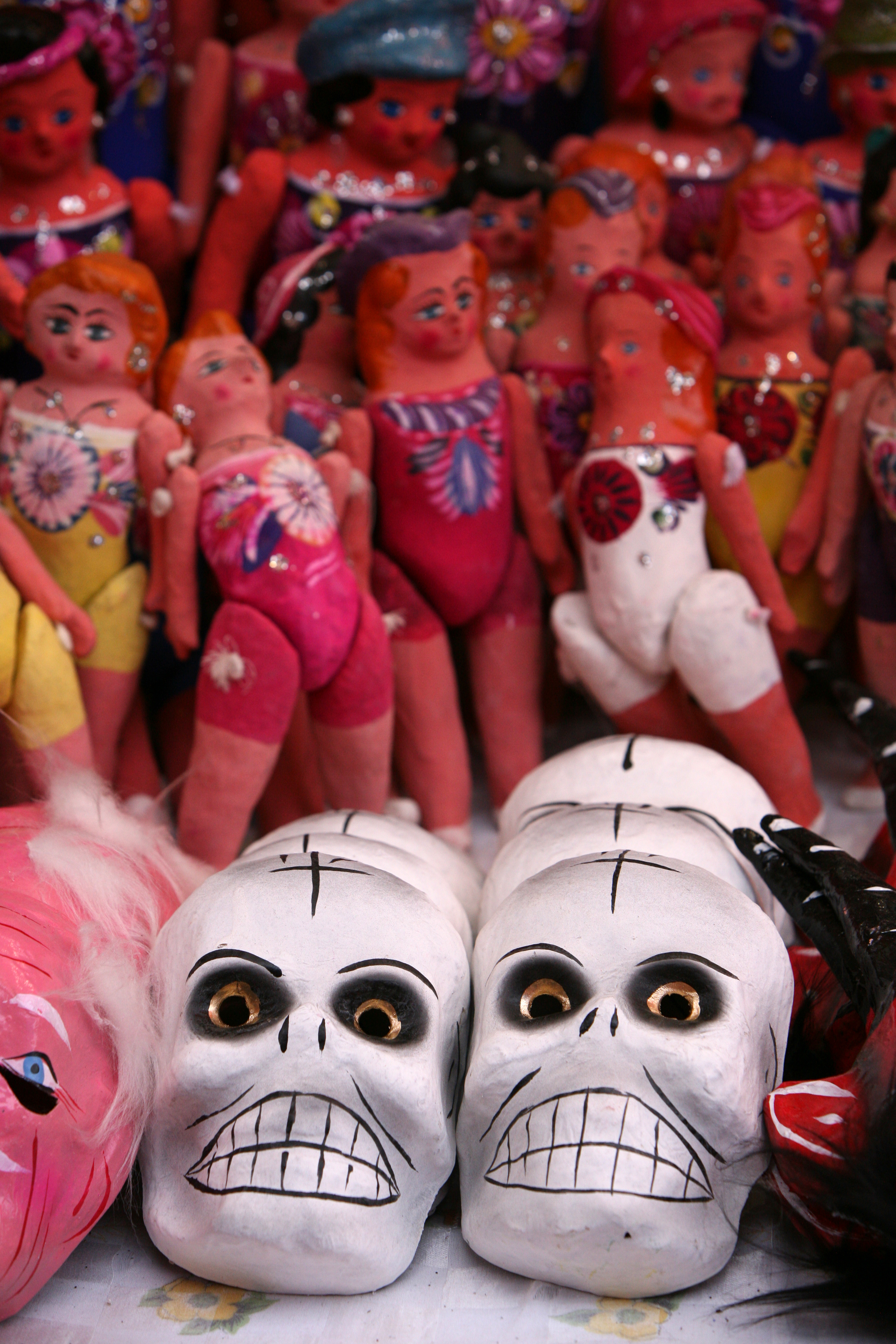
Les masques de crâne et autres articles fabriqués avec un type de papier fort appelé cartonería.

Les masques varient en fonction du type de matériau utilisé pour les fabriquer. Le bois est le matériau le plus populaire. Les masques d'argile sont utilisés dans la période préhispanique et peuvent encore être trouvés à Metepec (masques de locos), certains pour les Tastoanes à Jalisco et de nombreuses danses à Michoacán,.
Les masques en cuir peuvent couvrir le visage ou la tête entière, tels que ceux des fariséos du Mayo et du Yaqui. Sur ces masques, les traits du visage sont généralement peints et des coupures sont faites pour les yeux. Ils peuvent être soutenus par des cadres en bois. Dans certains cas, le masque est le visage séché et préservé d'un animal. Certains des masques de carnaval les plus traditionnels sont fabriqués avec une sorte de cuir moulé appelé « suela », qui est trempé et moulé sur le visage du porteur. Un exemple de ceux-ci sont ceux utilisés par les danseurs de carnaval à Huejotzingo, qui sont soutenus par un cadre en fil de fer avec une barbe de cheveux humains. Un exemple de masques en tissu comprend ceux d’El Doctor, Querétaro, qui sont fabriqués avec des bandes de tissu manipulées comme du papier mâché. Un autre type est fabriqué en étirant le feutre sur un moule. Des masques en tissu translucides sont utilisés pour les non-croyants car ils n'ont pas encore « vu la lumière du Christ » dans les jeux de pastorela. Les masques en papier cartonné sont fabriqués à Celaya, Guanajuato et Mexico, généralement utilisés par les enfants pour les festivités du carnaval et du jour de l’indépendance. Le carton est parfois utilisé comme une pièce plate avec les yeux et la bouche. Parmi les Afro-Mexicains d'Oaxaca, Ils sont soigneusement décorés avec des gains de maïs pour créer des dents, des crins de cheval pour des barbes et des cornes de cerf pour créer des images du diable. Les masques de cire sont fabriqués en moulant le matériau directement sur le visage du porteur.

### Masques représentant des Européens

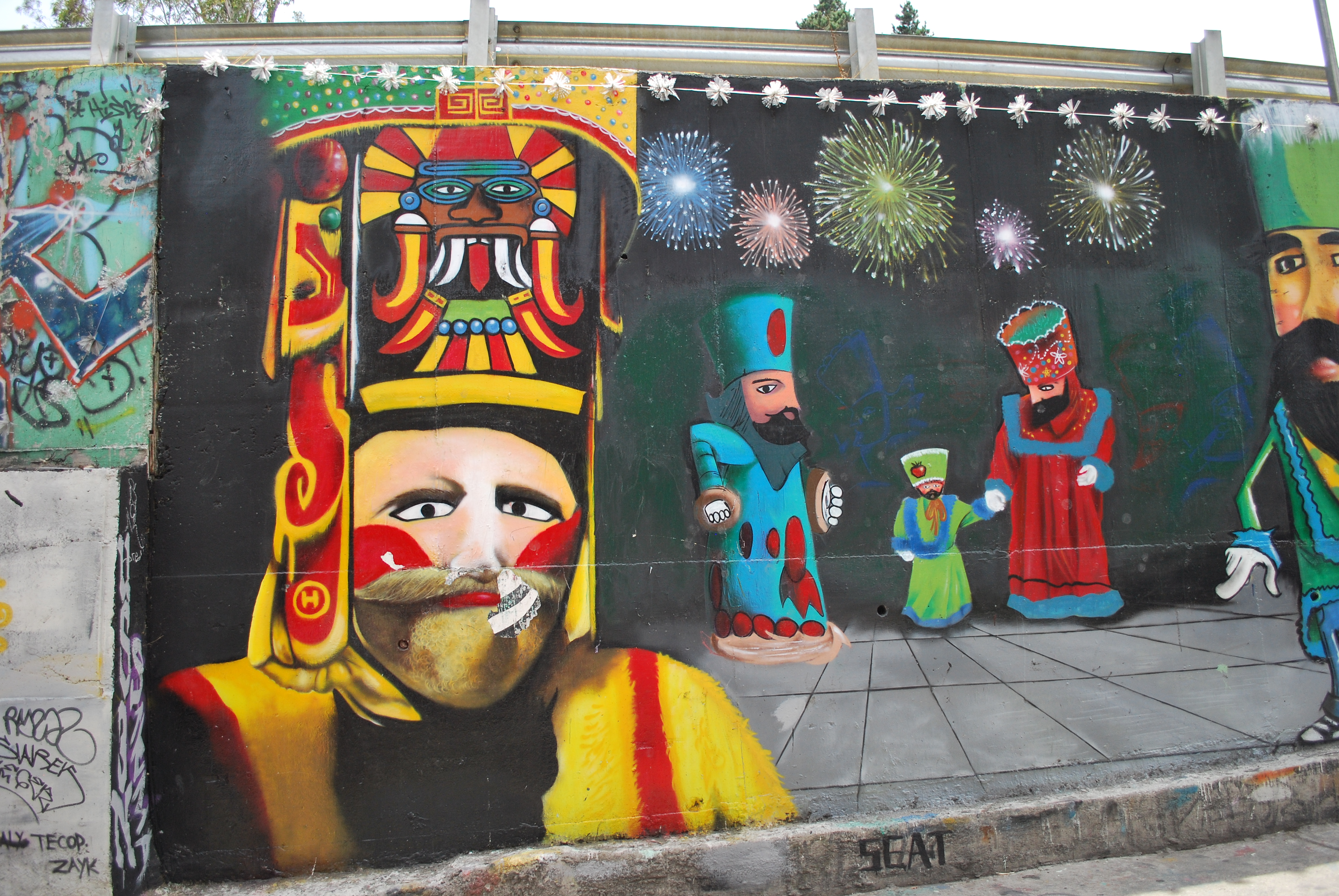
Peinture murale de danseurs chinelos avec masques à San Andrés Totoltepec, Tlalpan, Mexico.

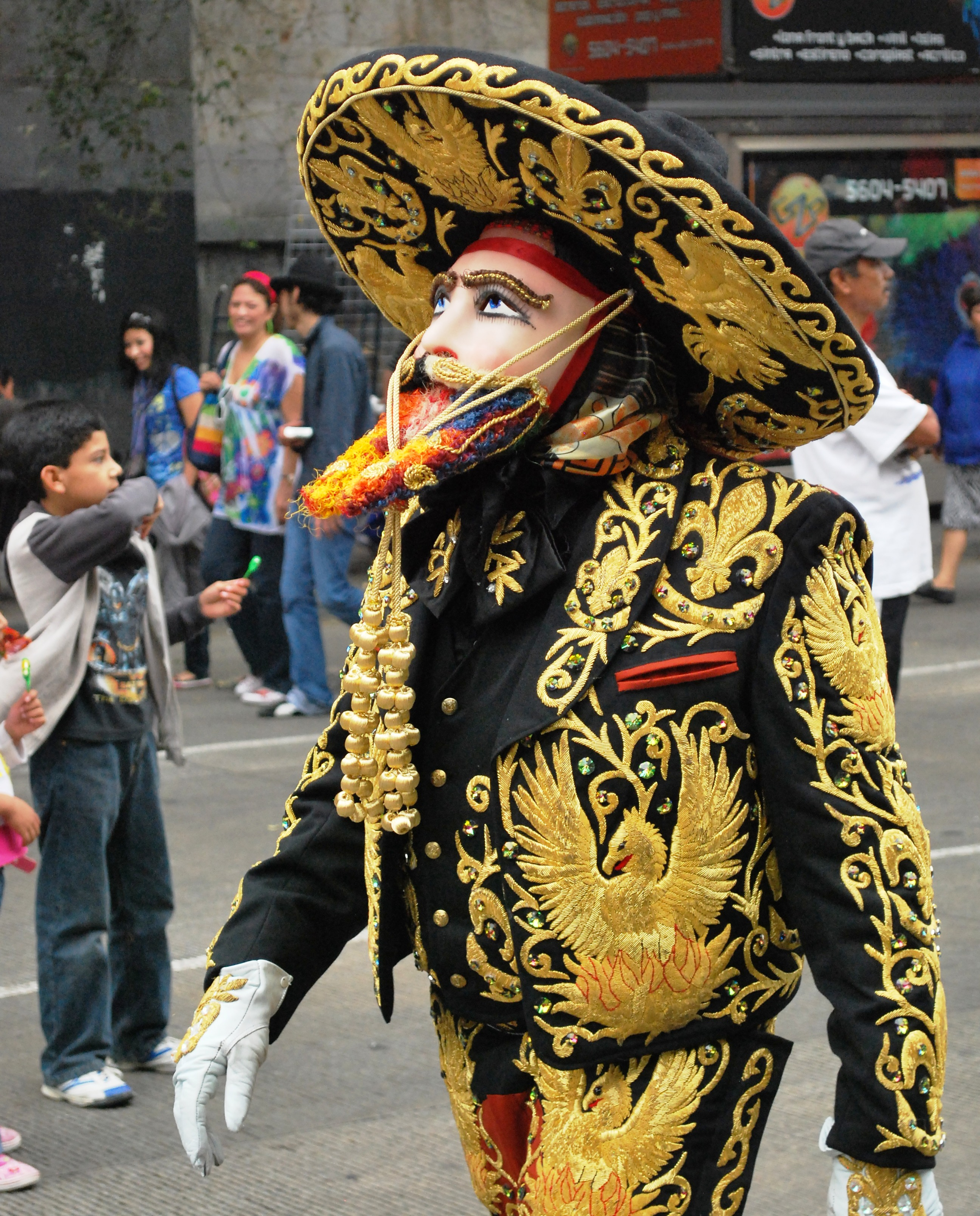
Danseuse masquée en costume de mariachi à la parade Alebrije à Mexico.

Les masques représentant des visages européens se rapportent principalement à l'histoire coloniale du Mexique et peuvent représenter les Espagnols, les Français, un roi, un chrétien combattant un Maure, un propriétaire d'hacienda, etc. Ces masques représentent des personnages à craindre, à respecter mais aussi pour se moquer.
Les danses qui reconstituent l'histoire contiennent le plus souvent ce type de masque, dont le plus populaire est une danse appelée Maures et Chrétiens. Les masques liés à cette danse varient considérablement selon les expressions faciales, du plus serein au plus terrifiant,. Les danses racontent des histoires de chrétiens combattant des musulmans, en Espagne, en France ou en Terre sainte. Les masques représentant les chrétiens ont généralement des traits européens, avec des cheveux noirs et une barbe. La couleur de la peau est blanche ou rose pâle, avec de la peinture rouge sur les joues et parfois sur d'autres parties du visage. Dans certaines régions de Guerrero, Puebla et Veracruz, les visages sont rouges, car la peau claire brûle facilement sous le soleil tropical. Les danseurs jouant des Maures ont aussi des masques européens, mais pour les distinguer, ils portent de gros turbans. Dans certaines régions de Guerrero, des visages rouges représentent les Maures. Dans de nombreuses versions, Saint James Matamoros (en) apparaît également dans le drame, se distinguant par une coiffure plus élaborée et un hobby horse attaché à la taille.
Cette danse évolue en plusieurs variantes pour raconter des histoires d’autres combats tels que David contre Goliath, mais l’alternative la plus courante a trait à la Conquête du Mexique appelée Danse du marquis, Tastoanes ou Comanches. En général, ceux qui jouent les Espagnols portent des masques, contrairement à ceux qui jouent les autochtones,. Cortes est généralement représenté avec une abondance de cheveux noirs et de barbe en raison des descriptions historiques des premiers Européens vus par les autochtones.
Des personnages européens apparaissent dans des pastorelas ou des pièces de Noël, courantes dans le centre du Mexique. Un personnage central est Bartolo, un berger dont le masque est celui d’un homme européen bien rasé. Un autre est un ermite, avec le masque d'un vieil homme avec une longue barbe et des cheveux.
Les danses qui parodient les Européens, en particulier les riches propriétaires d’hacienda, sont le plus souvent exécutées pour le carnaval. L'un des plus répandus est le Chinelos, dansé dans l'État de Morelos À Tlaxcala, pour la danse des catrines (dandies), les interprètes portent des masques aux tons de peau pâle et présentent des parapluies comme une pétition contre la pluie. Vêtus de hauts-de-forme et de manteaux, ils se moquent également des riches propriétaires terriens.

### Masques représentant des femmes
Comme les femmes ne participent presque jamais aux danses traditionnelles, dans celles qui les mettent en scène, les personnages féminins sont joués par de jeunes hommes portant des masques. Ceux pour personnages féminins représentent généralement une femme modeste et vertueuse qui respecte les normes de la société. La Malinche, interprète pour Cortés, est le plus souvent présentée de cette façon, mais peut parfois être décrite comme une femme sexy, avec un masque qui montre un maquillage éclatant. Parmi les autres femmes non conformistes figurent des personnages antisociaux tels que « Las Viudas » (Les veuves) du carnaval de Nezquipayac et « Nezquipayac » (La femme ivre) de la Danza del Torito à Guanajuato. Les masques pour ces personnages sont peu flatteurs. Un autre exemple est la Marignuilla de la Purépecha, qui imite les femmes de la ville, dont la vie est considérée comme immorale par les autochtones. Ce masque représente un maquillage épais et porte une robe moulante.

### Masques représentant des animaux

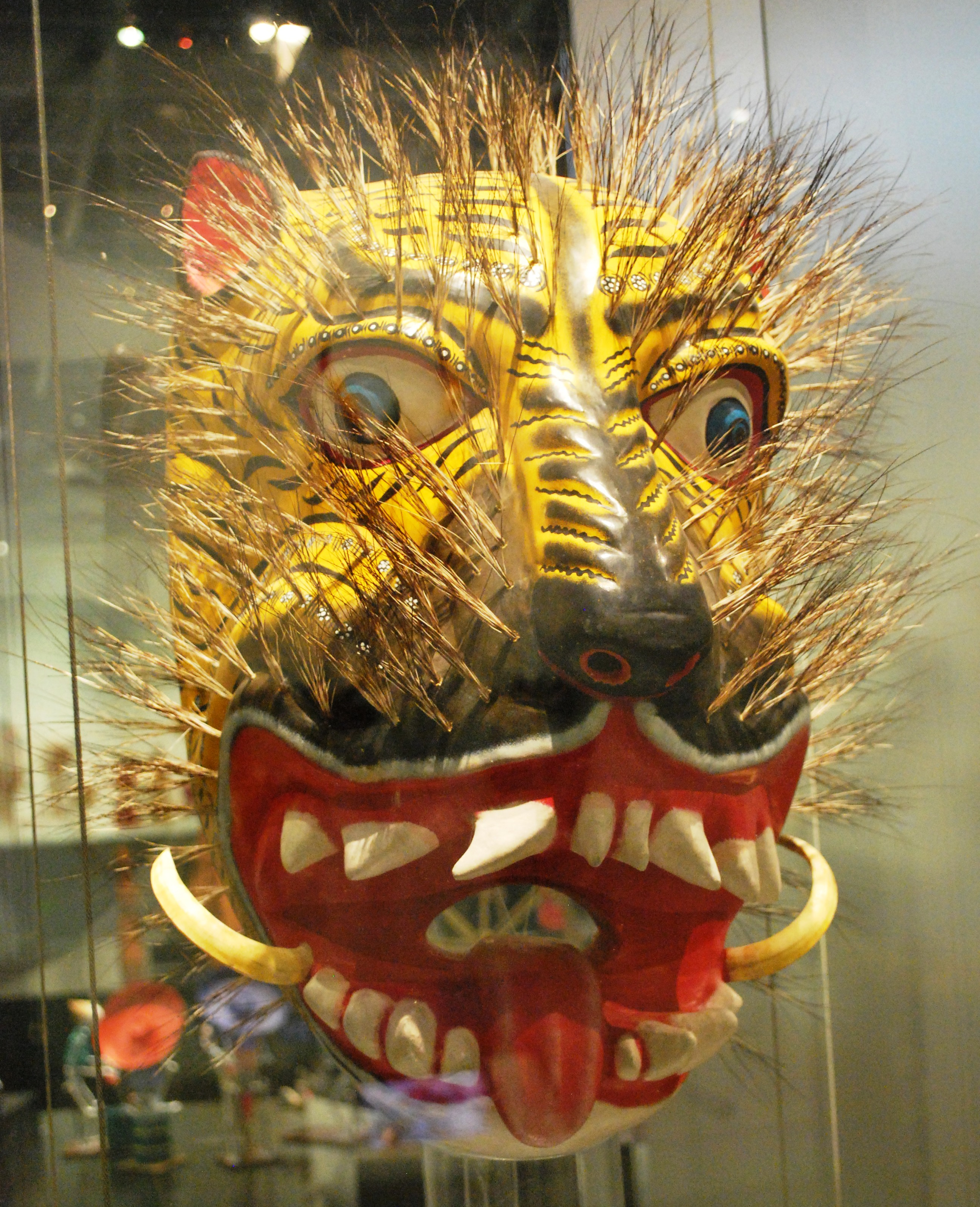
Masque de jaguar/tigre de Guerrero exposé au Museo de Arte Populaire à Mexico.

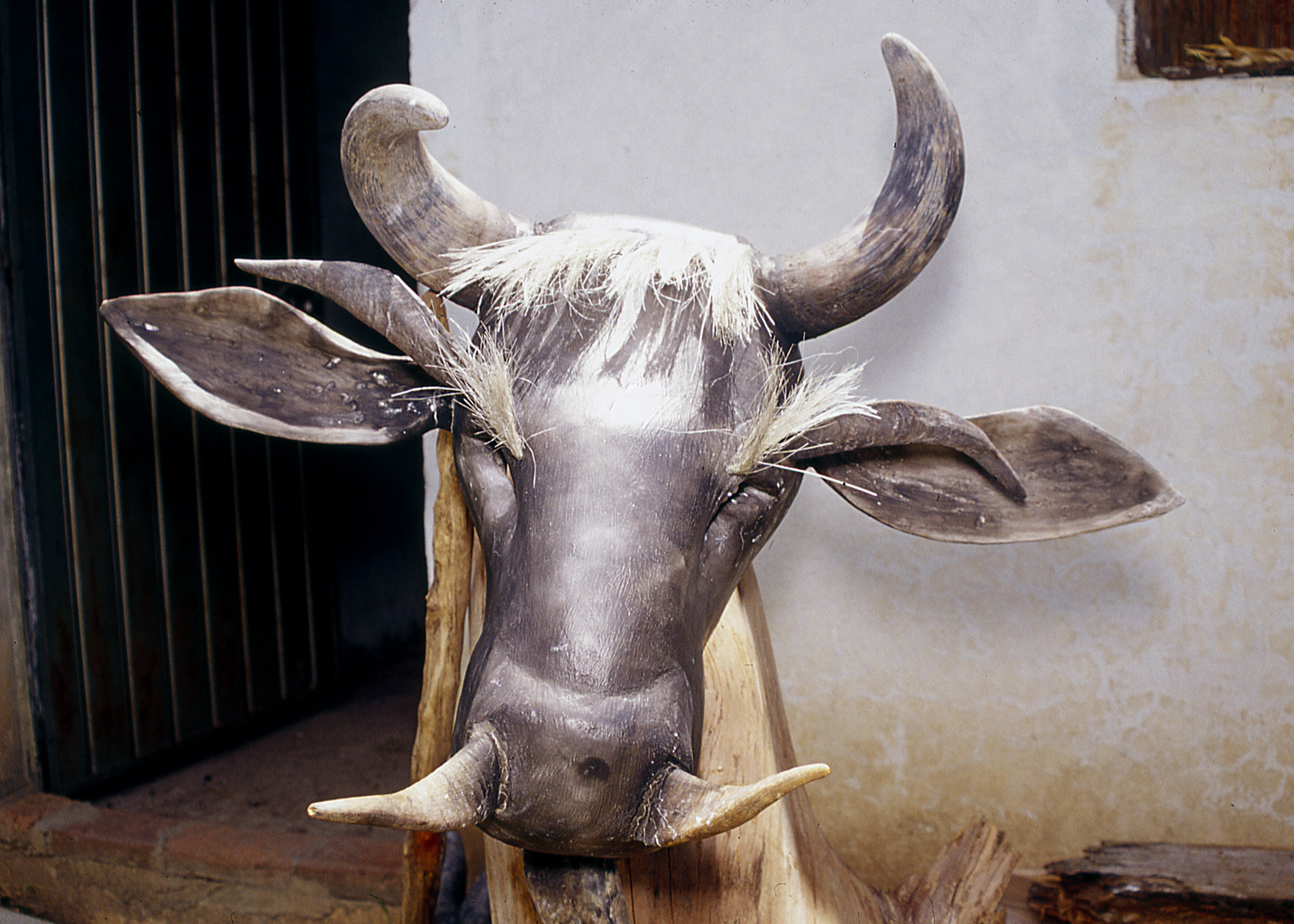
Masque de taureau de l'artisan d'Oaxaca Isidoro Cruz Hernandez.

Depuis le contact préhispanique, presque tous les animaux originaires du pays sont représentés dans des masques, notamment des singes, des tatous, des coatis, des lapins, des verrats, des vautours, des poissons, des alligators, des lézards et bien plus encore. Après la Conquête, des animaux introduits par les Espagnols sont ajoutés, tels que des taureaux, des chèvres, des moutons, des chats, des cochons et des coqs. Certaines danses se concentrent sur une espèce et d'autres en incluent une variété, avec des masques pouvant être stylisés ou fabriqués avec des détails réalistes.
Le serpent est une créature importante représentée avec des masques. Cet animal est associé à l'eau depuis la période préhispanique, en particulier la foudre et les rivières. Aujourd'hui, cependant, il apparaît principalement sur les masques du diable, notamment à Guerrero, Michoacán, Colima et Guanajuato en raison de l'influence du christianisme. La danse de la tête du serpent, interprétée par les Huave (en) à San Mateo del Mar (en), à Oaxaca, constitue une exception. Le serpent est un personnage doté de son propre masque en bois peint en vert.
Un animal plus important est le jaguar ou ocelot, souvent qualifié à tort de « tigre » dans les différentes danses qui le caractérisent. Ce personnage apparaît dans Morelos, Puebla, Guerrero, Oaxaca, Chiapas et Tabasco dans des danses telles que Tecuanes, Tlacololeros, Tejonrones, El Calalá ou El Pochó. Le comportement de ce personnage de tigre varie du combat à la poursuite des chasseurs, mais le symbolisme est le plus souvent lié au cycle agricole et à la saison des pluies dont il dépend,,. Les masques de tigre vont de petit à la taille du visage humain, avec des visages beaucoup plus grands, les danseurs regardant par les mâchoires. Le masque peut ne couvrir que le visage ou être un casque en cuir ou en tissu et compléter un costume.

### Masques représentant des personnes âgées

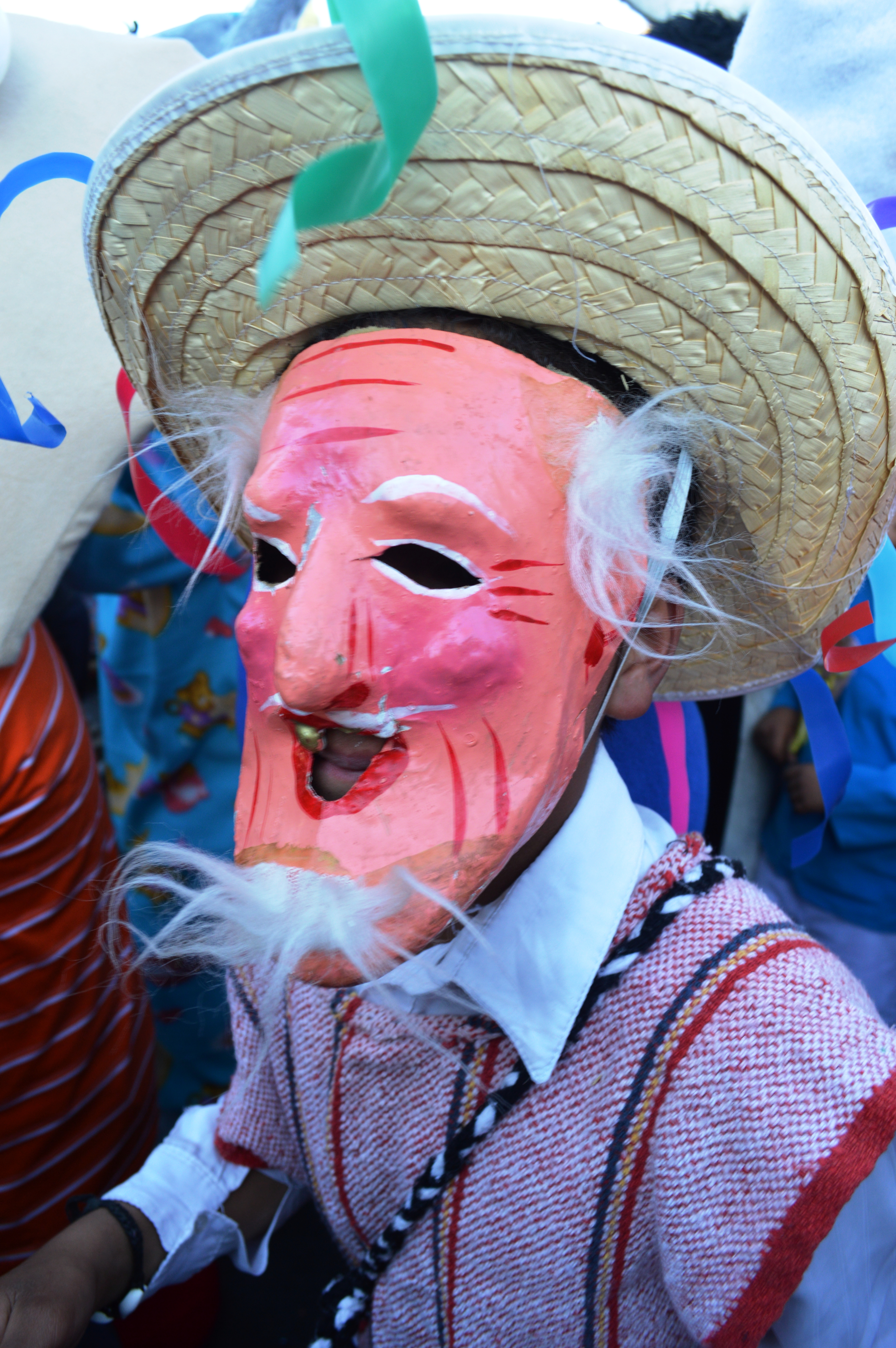
Masque d'une danseuse de Viejitos au carnaval de Santa Marta Acatitla, Iztapalapa, Mexico.

Les danses avec des personnages de vieillard ou féminin ont des danseurs masqués, l’origine remontant à la période préhispanique. Ces danseurs masqués peuvent représenter les anciens du village ou les ancêtres. Dans la vallée du Mexique, un vieil homme peut représenter le dieu du feu, Huehueteotl, notamment en ce qui concerne la cérémonie du feu nouveau,. Dans une version de la danse à Michoacán, la représentation des personnes âgées est également digne, le Danza de los Viejitos étant interprété lors des grandes journées du calendrier catholique, notamment entre Noël et la Chandeleur,.
Cependant, les danseurs portant des masques de vieillard peuvent également avoir une fonction comique, comme une sorte de spectacle parallèle à l’événement principal, qu’ils jouent seuls ou à deux. Ils contrôlent souvent les foules et ont parfois leurs propres performances. Ce rôle de vieux / clown remonte avant la conquête,.
Les masques utilisés par ces danseuses varient, avec des lignes profondes présentes dans les masques de Tabasco et Michoacán. À Guerrero, Puebla et Veracruz, où la représentation est plus comique, les masques ont tendance à avoir des tons chair plus brillants.
D'autres danseurs avec des personnages plus âgés comprennent la version des Mixtèques à Cuilapan de Guerrero (en), Oaxaca. Celle-ci est dansée en juillet et en août, la danseuse principale se distinguant par un masque au nez exceptionnellement long. Dans la danse pascola du nord-ouest du Mexique, l'un des personnages est appelé « le vieil homme du festival ». Toutefois, le masque de ce personnage peut avoir un visage humain ou des traits d'animaux tels que ceux du singe ou du bouc.

### Masques représentant des Afro-Mexicains
Un certain nombre de danses dans plusieurs régions du Mexique comprennent ou comportent des masques imitant des visages africains ou noirs. Celles-ci ont leurs origines avec l'importation d'esclaves africains par les Espagnols. Ces esclaves ont des contacts avec les peuples autochtones, souvent en tant qu'intermédiaires entre eux et les seigneurs espagnols,. Cette expérience est incorporée aux danses autochtones, les danseurs appelés « negritos » (petits noirs). Les masques Negrito varient selon les régions. Ceux de la région de la Costa Chica de Oaxaca et Guerrero ont des caractéristiques négroïdes réalistes ou exagérées, et d' autres de la Sierra de Juarez d'Oaxaca sont plus primitifs avec de petites défenses dépassant de la bouche. Ceux de Michoacán ont des traits fins et une expression douce. On ajoute souvent de la peau de mouton pour suggérer des cheveux. Les masques sont portés dans le cadre d'un costume où le danseur est habillé avec élégance, avec des tissus colorés et des coiffes. À l'époque coloniale, les Noirs occupaient un large éventail de professions, ce qui était décrit dans les danses,. Bien que la plupart des Africains se soient mariés avec le reste de la population, les masques demeurent.

### Masques représentant des diables et d'autres créatures fantastiques

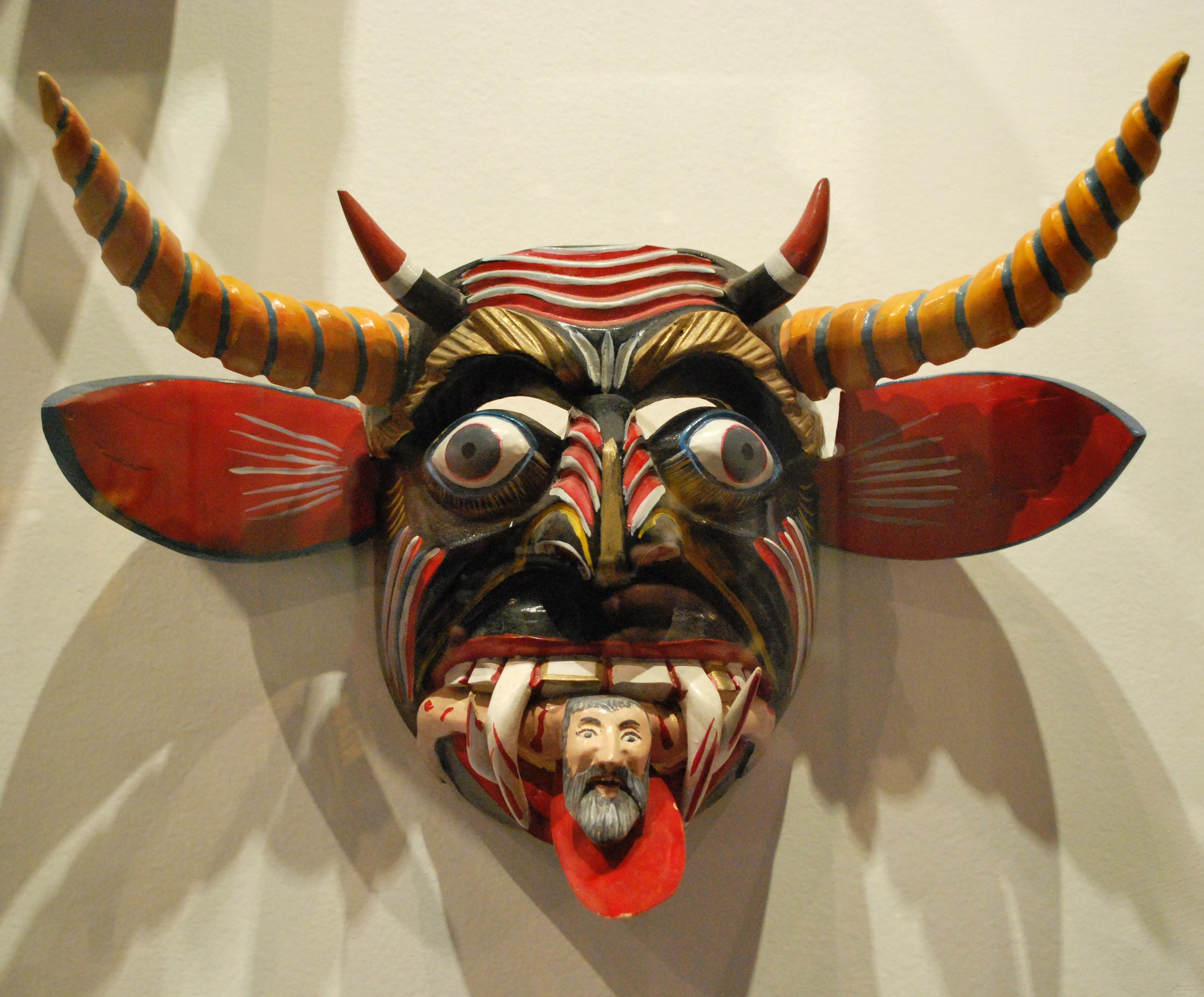
Masque de diable traditionnel pour le jeu Pascuarela de Tócuaro, Michoacan.

En plus des masques représentant des êtres humains et des animaux, d'autres masques traitent du fantastique, de l'abstrait et du surnaturel. Dans la communauté nahua de Zitlala, dans l'État de Guerrero, le masque d'un bouffon de cérémonie est de couleur rouge, avec des lézards sur la joue et parfois sur le nez. Les masques pour indiquer les autochtones dans la danse des Tastoanes portent souvent à l'origine des scorpions peints, mais ils ont évolué pour inclure des nez crochus et d'autres traits grotesques. Aujourd'hui, les nez sont en bois et des images de femmes en bikini sont peintes. Les masques de crâne ont leur origine dans la période préhispanique. La représentation de la mort dans le Mexique préhispanique n’est pas effrayante, mais fait plutôt partie de la vie. Les masques de crâne représentent encore la mort et peuvent être blancs ou avec des décorations fantaisistes. Certains sont sérieux et d'autres rigolent. Certains caractères masqués représentent des concepts abstraits tels que le temps et les sept péchés capitaux.
Cependant, les masques fantastiques les plus courants sont ceux qui représentent les démons et Satan lui-même. Ceux-ci varient de visages humains presque normaux à ceux présentant des traits sauvages et / ou grotesques, avec des traits humains, des traits d'animaux ou les deux,. Les représentations d'anciens dieux pré hispaniques restent masquées. Tlaloc est communément décrit comme ayant des serpents autour des yeux et des crocs de vipère. Ces éléments peuvent être trouvés dans les masques du diable aujourd'hui. Tezcatlipoca est un dieu de la nuit aux couleurs noir et rouge. Ceux-ci sont également appliqués aux masques du diable.
Les représentations de démons / diables sont adoptées pour diverses danses et rituels, allant des jeux de moralité aux satires. Satan apparaît dans des danses telles que Los Tecuanes, les Maures et les Chrétiens, ainsi que dans les célébrations du carnaval. Les concours de Noël appelés pastorelas masquent des personnages diaboliques qui tentent d'empêcher les bergers de voir l'Enfant Jésus.